# Joseph Irénée Rochefort
Pour l’article homonyme, voir Rochefort.
Joseph Irénée Rochefort (né le 9 juillet 1910 et mort le 4 avril 1979) est un avocat et homme politique fédéral du Québec.

## Biographie
Né à Cap-de-la-Madeleine dans la région de la Mauricie, il entame sa carrière politique en servant comme maire de la municipalité de Cap-de-la-Madeleine de 1945 à 1951.
Élu député du Parti libéral du Canada dans la circonscription fédérale de Champlain en 1949, il est réélu en 1953 et en 1957. Il ne se représente pas en 1958.